# Агуэро (станция метро)
«Агуэро» (исп. Agüero) — станция Линии D метрополитена Буэнос-Айреса.
Станция находится в районе Реколета, на пересечении Авениды Санта-Фе и улицы Агуэро, последняя и дала название станции метро. В 1997 году станция была включена в число Национальных исторических памятников.
Платформы станции украшают 2 фрески размером 15,5 х 1,8 метров. Первая фреска выполнена по эскизу 1938 года художника Родольфо Франко, на ней изображено прибытие испанских конкистадоров на берега Ла-Платы. На другой фреске — собор, установленный на дороге из Кордовы в Тукуман, относящийся к XVIII—XIX веку.

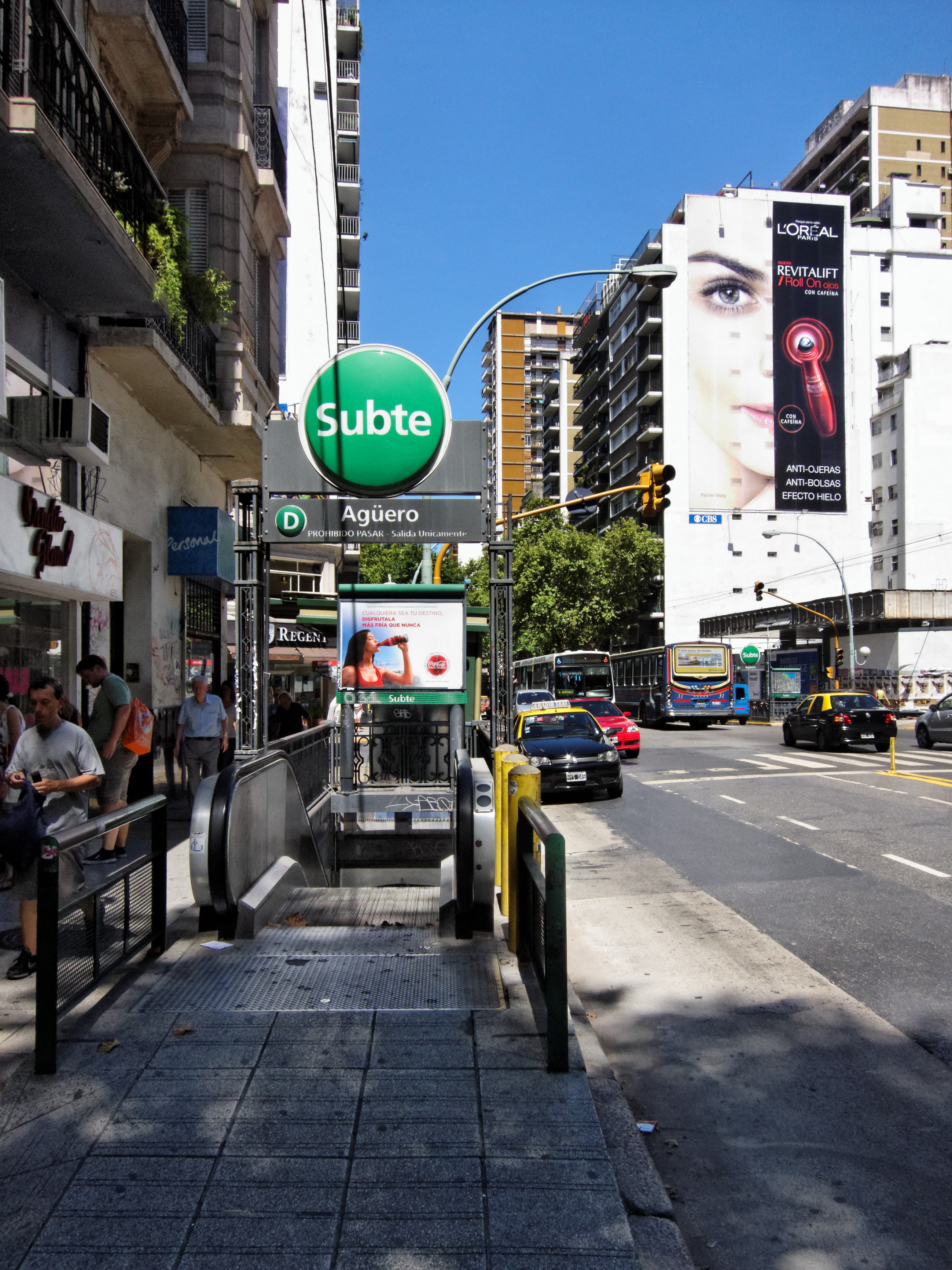